# Броварський район (1923—2020)
Броварськи́й райо́н — колишній район України у Київській області. Примикає до Києва на північному сході. Межує з Бориспільським та Вишгородським районами Київської області. На північному сході — з Чернігівською областю. Районний центр — місто Бровари. Населення становить 240.7 тис. осіб (на 17 серпня 2020). Район утворено 1923 року, 1930 року функції районного центру перейшли до Димерки, яка стала Великою Димеркою. 1937 року Бровари знову стали центром Броварського району. 17 липня 2020 року після прийняття Верховною Радою України Постанови "Про утворення та ліквідацію районів", до Броварського району доєдналися Баришівська селищна, Березанська міська та Згурівська селищна територіальні громади. Загальна довжина доріг району — понад 1700 км.

## Географія

### Клімат
Клімат помірно-континентальний, характеризується помірною посушливістю. Вітер переважно північно-західного напрямку. Кліматичні умови району сприяють розвитку сільського господарства, курортів та туризму.
Для Броварського району характерний для полісся ландшафт. Ґрунти переважно дерново-підзолисті, болотні та торфоболотні.
Середня швидкість вітру — 8-11 м/с.
Середня температура січня: −4,5 °C, червня: +22 °C.
Середня вологість повітря: влітку — 65 %, взимку — 78 %.
Річна кількість опадів становить бл. 620 мм.

## Історія Броварщини
Броварщина, історичні землі якої містяться в чарівному куточку України, між річками Десною, Дніпром і Трубіжем, здавна була заселена людьми. Край займає визначне географічне положення на Лівобережжі, навпроти Києва, що й визначало за всіх часів його мінливу долю.
Ще у середині першого тисячоліття нашої ери римські джерела називали історичні землі у трикутнику Київ-Чернігів-Переяслав початками Русі, всього східнослов'янського етносу. Понад тисячу років у непорушних пралісах Броварщини жило одне з найбільших давньослов'янських племен — сіверяни, яке з часом утворило Чернігівське, Переяславське і Новгород-Сіверське князівства.
Із Х ст. розпочалося посилення впливу київської княжої влади на сіверський люд Броварщини. За князя Володимира Великого по Десні, Остру, Трубежу будуються гради, де селяться «на прокорм» запрошені з інших країн «знатні мужі».
За подальшого часу (XI—XII ст.) відбувалося масове заселення краю монахами київських і переяславських монастирів. То була вже тотальна церковна колонізація язичницьких земель, бо сліди давніх поселень монахів трапляються майже в кожному броварському селі. Для хворих і немічних монахів броварська земля була землею обітованою, «Богом даною», Богданівкою билинного часу. І хоча не раз сюди заходили печеніги, половці, та на землях між Десною і Трубежем розросталися осідки мужніх броварів. Майже всі сучасні села постали із давньоруських поселень-градів — Княжичі, Бровари, Літки, Русанів, Світильня, Гоголів, Заворичі, Семиполки, Рожни, Рожівка, Літочки, Свиноїди, Требухів, Погреби, Калита, Богданівка, Димерка, Зазим'я, Рудня та ін.
Після нетривалого правління різних татарських васалів край перейшов у володіння князя Романа Брянського. А вже з 1362 р. київський князь Володимир Ольгердович передав землі між Десною, Остром і Трубежем під владу князя Юрія Половця. Князь збудував свою резиденцію-двір на пагорбах поблизу Рожнів і прибрав ім'я князя Половця-Рожиновського. До того часу належать і перші писемні згадки про Рожни, Світильне, Літки. Від 1393 р. ці землі отримав князь Дмитро Сокира — соратник литовського князя Вітовта.
У польських люстраціях 1616, 1620 та 1635 рр. зафіксовано всі назви сучасних населених пунктів. На початку XVII ст. розпочалося ополячення краю та водночас відновлювалися колишні монастирські володіння. У відповідь місцеві люди йшли боронити свої споконвічні права до повстанських загонів Косинського, Наливайка, Тараса Трясила, брали участь у козацьких походах гетьмана Петра Сагайдачного разом із місцевими провідниками Іваном Сулимою, Носачем, Аксаком, Рожиновським. Кульмінацією цих подій стало повстання 1638 р. під проводом Якова Остряниці.
Наступне десятиріччя було періодом відносного спокою. Розросталися тоді козацькі сотні поселень Бровари, Гоголів, Світильня, Заворичі, Калита, Семиполки.
Із початком Хмельниччини у Гоголеві, Броварах, Заворичах створювалися козацькі сотні, що в складі Київського полку брали участь у битві з литовським військом під Лоєвом. Після укладення Переяславської угоди броварські землі щедро роздавали російським воєводам і генералам: Трубецьким, Вольським, Девієрам, Кантакузеним, Лонухіпим, Херасковим.
Російські землевласники з часом втратили свої володіння, що перекуповували родинами української старшини Дараганів-Галаганів, Танських, Солонин. Центром регіону було сотенне містечко Гоголів Київського полку, що зросло на ярмарковій торгівлі. Містечками стали ярмаркові Бровари, Літки. Козацькі села мали власне урядування Розвивалися також монастирські вотчини.
У 1783 р. було запроваджено кріпацтво, і броварські землі перейшли до «казни» та до рук петербурзьких вельмож Хованських-Алфер'євих, Трепових. Панщина, відробітки казенних селян спричинилися до занепаду національного господарського життя.
Водночас серед нашого народу жила непокора колонізаторам, віра у волю і незалежність. Перша половина XIX ст. пов'язана з іменем Тараса Шевченка, який уособлював незгасну віру в прийдешню волю. Великий поет бував у багатьох броварських селах. Його поеми «Катерина», «Сотник», «Княжна» мають броварську основу.
Скасування кріпацтва 1861 р. зумовило бурхливий розвиток господарського життя. За наступні 50 років населення сіл зросло у кілька разів. Утверджувалися капіталістичні відносини, формувалися невеликі містечка — Гоголів, Бровари, Літки, Семиполки. Край належав до Остерського повіту Чернігівської губернії у складі Броварської, Гоголівської і Семиполківської волостей. Через землі майбутнього району пролягала залізниця (збудована 1867 р.) і Санкт-Петербурзьке шосе (1861).

Фото з газети «Нове життя» від 18.09.1991 р.про звільнення Броварщини від червоного прапора.

В усі часи за різних обставин відбувалась еміграція населення з Броварщини до інших областей, країн, іноді в значних масштабах. У XVII ст. — до району Пирятина й Чугуєва, наприкінці XVIII ст. — на Дон, пізніше до Таврії, у середині XIX ст. — на Кубань, а згодом — у Заволжя, Сибір, на Далекий Схід.
За періоду Війська Запорозького броварські землі адміністративно належали до Київського полку, після остаточного поневолення України Російською імперією — до Київського намісництва, у 1807 — 1917 рр. — до Остерського повіту Чернігівської губернії. За постановою уряду Української Народної Республіки 1918 р. із введенням нового адміністративного поділу задніпровські землі на 20 верств від Києва ввійшли до складу Київщини. На кілька років Бровари були включені до міської смуги Києва. 

## Історія району
Район створено 7 березня 1923 року. 2 вересня 1930 року центр району перенесено у Велику Димерку. У 1937 р. Бровари знову стали центром Броварського району.
Становлення району збіглося з новою економічною політикою радянської влади. Відроджувалися господарства, зруйновані лихоліттям Першої світової та Російсько-Українських воєн 1917-1921 рр.. У селах району створювалися міцні господарства з власною переробкою продукції. Водночас із економічним піднесенням відроджувалось і духовне життя, відбувалася українізація освіти, культури. Великого розмаху набуло становлення семикласної системи навчання.
У 30-х роках розпочалася суцільна колективізація району, що тривала до 1934 р. У багатьох випадках вона набирала ознак примусової. Так звані перегини у політиці регулювання земельних відносин на селі призвели до страшного лиха для українців — голодомору 1932 - 1933 рр. І тоді, і пізніше, за років передвоєнних масових репресій, загинули сотні наших земляків. Неподалік Броварів, у Биківні, міститься найбільше в Україні поховання репресованих громадян, знищених енкаведистами.
Із початком Німецько-радянської війни у 1941 році Броварщина опинилась в епіцентрі подій. Із перших днів липня до 14 вересня 1941 р. у Броварах розміщувався штаб Південно-Західного фронту (командувач — генерал армії М. П. Кирпонос), штаб Українського прикордонного округу, інші військові управління. Німецькі війська окупували район 19 вересня 1941 р. Рівно через два роки — 19 вересня 1943 р. — почалось його відвоювання, а фактично нова російська окупація частинами 38-ї армії Степового фронту.
За офіційними даними, під час війни загинуло 7145 жителів району, кожен другий чоловік призовного віку. Тисячі жителів вивозили на добровільні і примусові роботи до Німеччини, а під час відступу у вересні 1943 р. німці спалили 12 тис. селянських дворів.
За ратні подвиги дев'ятеро броварчан вшановано найвищим званням сталінського війська — Героя Радянського Союзу.: 15 вересня 1991 року відбулася головна подія в історії Броварщини: член Народного Руху України Олег Рожок демонтував радянський прапор на даху райради, а на його місце закріпив ще не державний на той час синьо-жовтий прапор. Таким чином Броварський район першим на Київщині відмовився від імперської символіки й перейшов на національну. Так закінчилася епоха поневолення й прийшла епоха незалежності

## Адміністративний устрій
Адміністративно-територіально район поділяється на 3 селищні ради та 23 сільські ради, які об'єднують 45 населених пунктів і підпорядковані Броварській районній раді. Адміністративний центр — місто Бровари, яке є містом обласного значення та не входить до складу району.
Згідно Постанови "Про утворення та ліквідацію районів" прийнятої Верховною Радою України 17 липня 2020 року, Броварський район з адміністративним центром у місті Бровари складається з територій Баришівської селищної, Березанської міської, Броварської міської, Великодимерської селищної, Зазимської сільської, Згурівської селищної, Калинівської селищної, Калитянської селищної територіальних громад, затверджених Кабінетом Міністрів України.

## Населення
Розподіл населення за віком та статтю (2001):
| Стать | Всього | До 15 років | 15-24 | 25-44  | 45-64  | 65-85 | Понад 85 |
| --- | ------ | ----------- | ----- | ------ | ------ | ----- | -------- |
| Чоловіки | 36 086 | 6309        | 5904  | 10 848 | 9187   | 3663  | 175      |
| Жінки | 41 608 | 5884        | 5516  | 10 748 | 10 710 | 7948  | 802      |
| \| Статево-вікова піраміда \| Статево-вікова піраміда \| Статево-вікова піраміда \| \| ----------------------- \| ----------------------- \| ----------------------- \| \| Чоловіки \| Вік \| Жінки \| \| 175 \| 85 + \| 802 \| \| 250 \| 80-84 \| 927 \| \| 748 \| 75-79 \| 2144 \| \| 1375 \| 70-74 \| 2649 \| \| 1290 \| 65-69 \| 2228 \| \| 2545 \| 60-64 \| 3355 \| \| 1453 \| 55-59 \| 1768 \| \| 2408 \| 50-54 \| 2666 \| \| 2781 \| 45-49 \| 2921 \| \| 3015 \| 40-44 \| 3050 \| \| 2682 \| 35-39 \| 2672 \| \| 2381 \| 30-34 \| 2410 \| \| 2770 \| 25-29 \| 2616 \| \| 2856 \| 20-24 \| 2621 \| \| 3048 \| 15-20 \| 2895 \| \| 2677 \| 10-14 \| 2493 \| \| 2135 \| 5-9 \| 1964 \| \| 1497 \| 0-4 \| 1427 \| |        |             |       |        |        |       |          |
| Статево-вікова піраміда |        |             |       |        |        |       |          |
| Чоловіки | Вік    | Жінки       |       |        |        |       |          |
| 175 | 85 +   | 802         |       |        |        |       |          |
| 250 | 80-84  | 927         |       |        |        |       |          |
| 748 | 75-79  | 2144        |       |        |        |       |          |
| 1375 | 70-74  | 2649        |       |        |        |       |          |
| 1290 | 65-69  | 2228        |       |        |        |       |          |
| 2545 | 60-64  | 3355        |       |        |        |       |          |
| 1453 | 55-59  | 1768        |       |        |        |       |          |
| 2408 | 50-54  | 2666        |       |        |        |       |          |
| 2781 | 45-49  | 2921        |       |        |        |       |          |
| 3015 | 40-44  | 3050        |       |        |        |       |          |
| 2682 | 35-39  | 2672        |       |        |        |       |          |
| 2381 | 30-34  | 2410        |       |        |        |       |          |
| 2770 | 25-29  | 2616        |       |        |        |       |          |
| 2856 | 20-24  | 2621        |       |        |        |       |          |
| 3048 | 15-20  | 2895        |       |        |        |       |          |
| 2677 | 10-14  | 2493        |       |        |        |       |          |
| 2135 | 5-9    | 1964        |       |        |        |       |          |
| 1497 | 0-4    | 1427        |       |        |        |       |          |

Національний склад населення району за переписом 2001 року:
- українці — 96,4 %;
- росіяни — 2,8 %;
- білоруси — 0,3 %.

## Освіта та навчання
У Броварському районі освітню діяльність здійснюють 24 школи, в них навчаються 8005 учнів.
У Броварському районі станом на 01.01.2008 року діють 4 навчально—виховні комплекси: в смт Велика Димерка «Загальноосвітня школа І-ІІІ ступенів — ліцей — центр професійної підготовки», с. Зазим'я, с. Русанів і в с. Тарасівка.
У районі працює 16 дошкільних закладів, кількістю груп — 73, розраховані на 1774 місць. Відвідують дитячі заклади 1835 дітей.

## Транспорт
Територією району проходить низка транспортних коридорів, серед них автошлях E95, E101М01 та E381.

## Політика
25 травня 2014 року відбулися Президентські вибори України. У межах Броварського району були створені 52 виборчі дільниці. Явка на виборах складала — 64,21 % (проголосували 40 072 із 62 404 виборців). Найбільшу кількість голосів отримав Петро Порошенко — 64,80 % (25 968 виборців); Юлія Тимошенко — 13,74 % (5 507 виборців), Олег Ляшко — 9,98 % (4 001 виборців), Анатолій Гриценко — 4,03 % (1 616 виборців). Решта кандидатів набрали меншу кількість голосів. Кількість недійсних або зіпсованих бюлетенів — 0,74 %.

## Видатні постаті

### Почесні громадяни
- Чернишенко Володимир Ілліч — голова правління акціонерного товариства "Комбінат «Тепличний».  Заслужений працівник сільського господарства (1999). Академік Академії технологічних наук України, професор. Нагороджений орденами Трудового Червоного Прапора (1972), «Знак Пошани» (1991), медалями «За трудову доблесть» (1967, 1970), «В ознаменування 1500-річчя Києва» (1984), золотою медаллю Міжнародної кадрової академії «За ефективне управління» (2003), орденом князя Ярослава Мудрого V ступеня, трудовими відзнаками «Знак Пошани» (2003, 2005), почесною нагородою «Золотий Ягуар» за бездоганну репутацію в бізнесі та високу якість продукції і послуг. Указом Президента України № 955/2009 від 23 листопада 2009 року за визначні особисті заслуги перед Українською державою у розвитку сільського господарства, впровадження прогресивних технологій та передових форм господарювання, багаторічну самовіддану працю голові правління акціонерного товариства "Комбінат «Тепличний» Броварського району Київської області Володимиру Іллічу Чернишенко присвоєно звання Герой України з врученням ордена Держави.
- Плакся Сергій Лукич —  За високі досягнення у праці та розвиток сільського господарства Плакся С. Л. неодноразово відзначався почесними грамотами та подяками районної державної адміністрації та районної ради, Київської обласної державної адміністрації, Міністерства сільського господарства України 23.08.2005 року нагороджений медаллю «За працю та звитягу». Повний кавалер відзнаки Броварської районної ради «Знак пошани» І, ІІ, ІІІ ступенів. З нагоди відзначення 80-річчя утворення Київської області Плакся Сергій Лукич нагороджений Подякою Кабінету Міністрів України. Рішенням 20 позачергової сесії Броварської районної ради від 18 вересня 2012 року за № 360, Сергію Лукичу присвоєно звання «Почесний громадянин Броварського району», вручено нагрудний знак встановленого зразка та диплом.
- Волоха Петро Феодосійович — колишній директор держплемзаводу «Плосківський», кандидат економічних наук. За видатні виробничі досягнення нагороджений двома орденами Леніна, двома орденами «Знак пошани». ;
- Пильтяй Марія Захарівна — доярка радгоспу «Русанівський»  У 1958 році удостоєна ордена Леніна. За сумлінну працю, досягнення високих показників по надоях молока в 1966 році була нагороджена орденом Леніна та Золотою Зіркою Героя Соціалістичної Праці. У 1972 році відзначена третім орденом Леніна.  У 2002 року Марії Захарівні присвоєно звання «Почесний громадянин Броварського району»;
- Дяченко Катерина Терентіївна — ланкова радгоспу «Зоря».  За сумлінну працю та високі трудові досягнення 1966 року нагороджена орденом Леніна та медаллю Золота Зірка Героя Соціалістичної Праці. У 1971 році відзначена другим орденом Леніна. Також була нагороджена медалями «За сумлінну працю» та «Ветеран праці». ;
- Білокінь Павло Опанасович нагороджений орденами «Трудового Червоного Прапора» та «Знак пошани», Почесною відзнакою Броварської районної ради «Знак пошани», багатьма медалями. ;
- Плюта Галина Яківна — народилася 10 листопада 1936 року в с. Болюхівка Вінницької області, Іллінецького району. Заслужений Вчитель України. Близько 45 років вона працює в Княжицькій загальноосвітній школі І-ІІІ ступенів. У жовтні 2004 році Галині Яківні присвоєно звання «Почесний громадянин Броварського району»;
- Дзиндзирук Сергій Олександрович — український боксер у першій середній вазі (до 69,855 кг). Чемпіон Європи, срібний призер чемпіонату світу серед любителів 1997 року, чемпіон світу за версією WBO з 2005 по 2011 рік.

### Заслужені працівники за галузями

#### Сільське господарство
- Косенко Анатолій Тихонович — колишній директор радгоспу «Гоголівський»;
- Кирій Петро Іванович — головний агроном ВАТ "Комбінат «Тепличний»;
- Томін Євген Фролович — колишній директор радгоспу «Великодимерський» та голова Броварського райвиконкому;
- Чернишенко Володимир Ілліч — голова правління ВАТ "Комбінат «Тепличний»;
- Чижик Олександр Михайлович — колишній директор радгоспу імені С. М. Кірова.

#### Охорона здоров'я
- Антоненко Катерина Федорівна — медична сестра травматологічного відділення Броварської ЦРЛ;
- Белей Нестор Іванович — колишній завідувач кардіологічного відділення центральної районної лікарні;
- Коляда Володимир Степанович — завідувач хірургічним відділенням Броварської ЦРЛ;
- Онопрієнко Олексій Павлович — завідувач неврологічним відділенням ЦРЛ, кандидат медичних наук;
- Прокопенко Віталій Артемович — головний лікар Броварської СЕС;
- Сокур Іван Павлович — колишній головний лікар Броварської центральної районної лікарні, почесний громадянин м. Бровари;
- Строй Ольга Георгіївна — завідувач відділенням гігієни служби державного санітарного нагляду санітарно-епідеміологічної служби.

#### Освіта
- Клишта Петро Іванович — вчитель Зазимської ЗОШ І-ІІІ ступенів;
- Плюта Галина Яківна — колишній вчитель та заступник директора Княжицької середньої школи з навчально-виховної роботи;
- Хорліков Октябр Іванович — колишній начальник районного відділу освіти;
- Яковенко Катерина Іванівна — колишній вчитель Калинівської середньої школи.

#### Культура
- Конощенко Володимир Федорович — керівник самодіяльного народного хору «Джерело» птахофабрики «Київська»;
- Кошелєва Людмила Василівна — директор Броварської районної центральної бібліотечної системи;
- Мишкоріз Юрій Юрійович — колишній художній керівник хору.

Холодний Андрій Вікторович — директор Броварського НВК

#### Фізична культура і спорт
- Коварський Леонід Самойлович — директор спортивного комплексу ВАТ "Комбінат «Тепличний», колишній тренер Чемпіона світу з боксу серед професіоналів Сергія Дзінзірука;

#### Журналістика
- Батюк Мотрона Михайлівна — уродженка села Рожни, член Спілки журналістів України;
- Поліщук Оксана Миколаївна — уродженка села Семиполки, кавалер ордена «Знак пошани», член Спілки журналістів України.

## Екскурсійні об'єкти
- Городища XI — XIII ст. (с. Світильня, с. Русанів)
- Могильник (с. Пухівка)
- Церква Княжицька (с. Княжичі)
- Церква Різдва Богородиці (с. Гоголів).
- Церква Покрови Божої Матері (смт Велика Димерка).